# كيري والش
كيري والش (Kerri Walsh) هي لاعبة أولمبية لرياضة كرة طائرة من الولايات المتحدة. شاركت في الأولمبياد الصيفي في 2004–2012، وفازت بما مجموعه 3 ميداليات.

## الميداليات
| ذهب | فضة | برونز | المجموع |
| 3   | 0   | 0     | 3       |

## روابط خارجية
- كيري والش على موقع IMDb (الإنجليزية)
- كيري والش على موقع الموسوعة البريطانية (الإنجليزية)
- كيري والش على موقع الموسوعة البريطانية (الإنجليزية)
- كيري والش على موقع إن إن دي بي (الإنجليزية)
- كيري والش على موقع الاتحاد الدولي beach volleyball database (الإنجليزية)
- كيري والش على موقع قاعدة بيانات الكرة الطائرة الشاطئية (الإنجليزية)
- كيري والش على موقع عالم الكرة الطائرة (الإنجليزية)
- كيري والش على موقع اللجنة الأولمبية الدولية (الإنجليزية)
- كيري والش على موقع أوليمبيديا (الإنجليزية)
- كيري والش على موقع اللجنة الأولمبية والبارالمبية الأمريكية (الإنجليزية)